# Lycodes eudipleurostictus
Lycodes eudipleurostictus és una espècie de peix de la família dels zoàrcids i de l'ordre dels perciformes.

## Morfologia
- Els mascles poden assolir 44,5 cm de longitud total.[4][5]

## Alimentació
Menja crustacis.

## Hàbitat
És un peix marí, de clima polar i demersal que viu entre 25-1.187 m de fondària.

## Distribució geogràfica
Es troba a l'oceà Àrtic: Alaska, el Canadà, Dinamarca (incloent-hi Groenlàndia), Islàndia, Noruega i Rússia.

## Costums
És bentònic.

## Observacions
És inofensiu per als humans.